# HTV-8
L'HTV-8, també conegut com a Kounotori 8 (こうのとり8号機), és el vuitè vol del H-II Transfer Vehicle, la nau espacial de subministrament no tripulada a l'Estació Espacial Internacional de JAXA. El llançament fou el 24 de setembre de 2019, a les 16:05:05 UTC.

## Nau espacial
Els principals canvis respecte als Kounotori anteriors són: 
- Substitució del sensor a la Terra amb rastrejador d’estrelles per al control d'orientació de la nau espacial
- Es van desenvolupar nous bastidors de càrrega per a HTV-X que permeten transportar un 30% més de Cargo Transfer Bags (CTB) al mòdul pressuritzat Pressurized Logistics Carrier (PLC). (316 CTB al HTV-8, en comparació amb les 248 CTB del HTV-6)

## Càrrega
El HTV-8 transporta uns 5300 kg de càrrega, consistents en 3400 kg al compartiment pressuritzat i 1900 kg al compartiment despressuritzat.
Les càrregues al Pressurized Logistics Carrier (PLC) inclouen:
- L'experiment JAXA Cell Biology Experiment Facility-Left (CBEF-L)
- L'experiment JAXA Sony Optical Link for ISS (SOLISS), una demostració de comunicació òptica per satèl·lit desenvolupada conjuntament amb Sony Computer Science Laboratories (Sony CSL).
- L'experiment JAXA Hourglass, que investigarà el comportament de les partícules de sòl i roca en condicions de baixa gravetat[2]
- Ampolla de gas pels experiments JAXA
- Materials d'experimentació per a Electrostatic Levitation Furnace (ELF)
- CubeSats per desplegar des de l'EEI: NARSSCube-1, AQT-D i RWASAT-1
- Sistema de subministrament de càrrega de la NASA: nou dipòsit d'aigua per al sistema d'emmagatzematge d'aigua, Water Storage System (WSS).
- Sistema de subministrament de càrrega del sistema de la NASA: tanc per al sistema de recàrrega d'oxigen-nitrogen, Nitrogen Oxygen Recharge System (NORS)

Al mòdul despressuritzat Unpressurized Logistics Carrier (ULC) porta sis bateries de ions de liti Orbital Replacement Units (ORUs) per substituir les bateries de níquel-hidrogen existents de l'ISS. El transport de bateries de recanvi és una continuació de l'anterior HTV-6 i HTV-7, i continuarà fins al HTV-9.

## Operacions

### Llançament
El llançament de la nau HTV-8 estava inicialment previst a les 21:33:29 UTC del 10 de setembre de 2019. Durant la preparació es va produir un incendi a la plataforma de llançament cap a les 18:05 UTC (T menys 3,5 hores), i el llançament es va cancel·lar. La causa del foc es va atribuir a l'electricitat estàtica del material resistent a la calor sota la barreja d'oxigen líquid i oxigen gasós per al pre-refredament del motor.
Després de la modificació de la plataforma de llançament mòbil per suprimir l'electricitat estàtica, es va programar un nou llançament el 23 de setembre de 2019, a les 16:30 UTC, però el sistema per evitar col·lisions va revelar que la segona etapa del vehicle de llançament podria apropar-se al Soiuz. MS-15, que estava previst llançar-se el 25 de setembre de 2019. Es va establir un calendari de llançament revisat a les 16:05 UTC, el 24 de setembre de 2019. El 24 de setembre de 2019, a les 16:05:05 UTC, el HTV-8 a bord de l’H-IIB es va llançar amb èxit.

### Operacions atracat a l'EEI
L'HTV-8 va ser capturat pel Sistema de manipulació remota de l'estació espacial (SSRMS) a les 23:13 UTC, el 27 de setembre de 2019 i atracat al Common Berthing Mechanism (CBM) del port nadir del mòdul Harmony a les 17:55 UTC, el 28 de setembre de 2019.
La paleta externa, External Palette (EP8), que porta les bateries de ions de liti Orbital Replacement Units (ORU) es va extreure del Unpressurized Logistics Carrier (ULC)per SSRMS (Canadarm2) el 29 de setembre de 2019.
La External Palette del HTV-7 (EP7) es va col·locar a la ULC de HTV-8. EP7 va quedar a l'EEI després de la sortida del HTV-7 a causa del canvi d'horari de l'activitat extravehicular després del fracàs del llançament de la Soiuz MS-10.

### Partida de l'EEI i reentrada a l’atmosfera terrestre
L'1 de novembre de 2019 l'HTV-8 va ser deslligat del CBM d'Harmony pel SSRMS (Canadarm2) i va ser llançat en òrbita a les 17:20 UTC.
Es va destruir durant la reentrada a l'atmosfera terrestre cap a les 02:09 UTC, el 3 de novembre de 2019.